# سياسة الصبيان وتدبيرهم (كتاب)
سياسة الصبيان وتدبيرهم هو مؤلَّف في علاج أمراض الأطفال، ألّفه الطبيب المسلم ابن الجزار في القرن الرابع الهجري، وظل لوقتٍ طويل من المراجع الأساسية في علاج أمراض الأطفال ، وعلى الرغم من تأليفه منذ زمن بعيد إلا أن كثيراً من مؤرخي العلوم الطبية أكدوا اتفاقه في كثير من المعارف مع طب الأطفال المعاصر ، قام بتحقيقه الحبيب الهيلة في تونس عام 1979 م.

## أبواب الكتاب
يتألف الكتاب من اثنين وعشرين باباً ويتحدث عن شئون المواليد في حال الصحة والمرض، يضم الكتاب أبواباً تبحث في صفات المرضع وطعامها ولبنها، ما يعيب الطفل بحسب سنّه من الأمراض كالإسهال ورطوبة الأذن والتهاب السرة ونحو ذلك. ويضم أبواباً تتحدث عن الصرع عند الصبيان وانتفاخ البطن. كما يتحدث عن آلام الأسنان وقروح الفم والأمراض الطفيلية التي يصاب بها الأطفال خصوصاً وغير ذلك من الأمراض.